# Hafisia lundbladi
Hafisia lundbladi är en fjärilsart som beskrevs av Hans Georg Amsel 1950. Hafisia lundbladi ingår i släktet Hafisia och familjen mott. Inga underarter finns listade i Catalogue of Life.